# Johannes Pääsuke

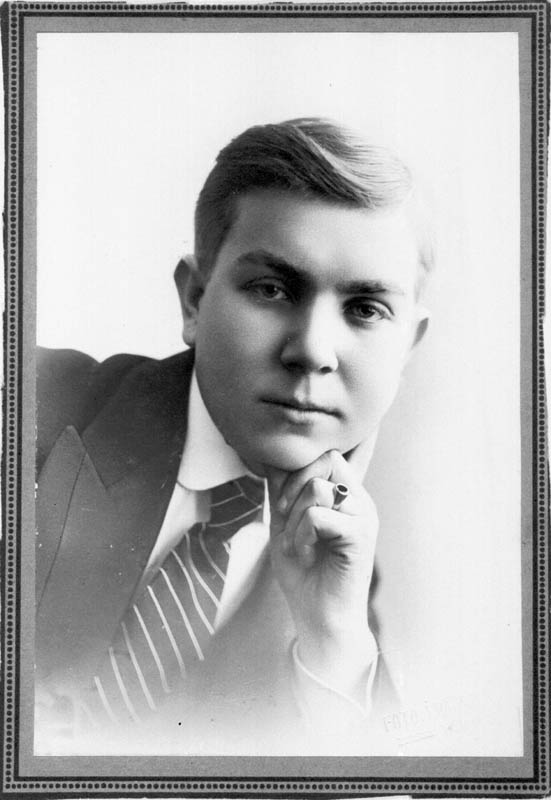
Johannes Pääsuke

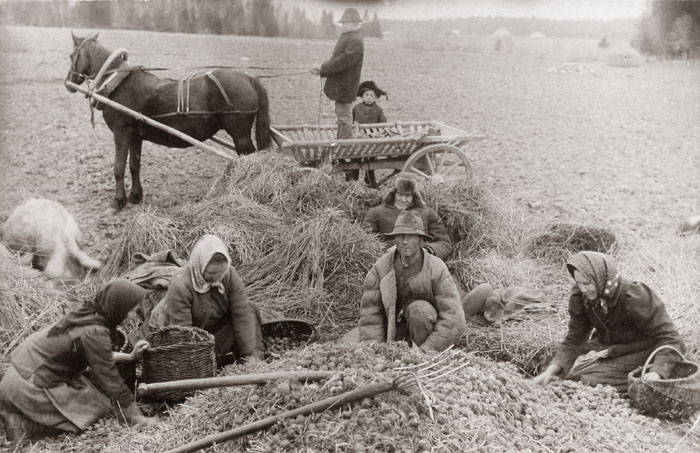
Kartoffelernte in Tartumaa, Bild von Johannes Pääsuke, 1913

Johannes Pääsuke (* 30. März 1892 in Tartu; † 8. Januar 1918 in Orscha, heute Belarus) war ein estnischer Fotograf und Filmemacher.

## Leben und Werk
Johannes Pääsuke war das vierte von sechs Kindern einer wohlhabenden Familie in Tartu. Seine Geschwister genossen eine gute Erziehung; von ihm ist lediglich bekannt, dass er die Kunst der Fotografie erlernte. Nach seinen eigenen Angaben begann er 1907, fünfzehnjährig, zu fotografieren.
Nachdem er bereits an vielen Orten in Estland und Livland Bilder gemacht hatte, nahm er vermutlich 1912 Kontakt zum Estnischen Nationalmuseum (ERM) auf. 1913 begann er für das ERM ein Projekt, in dem er die estnischen Landschaften, die Menschen und ihre Tätigkeiten fotografisch dokumentierte und kunsthandwerkliche Gegenstände sammelte.
Der größte Teil dieses Projekts bestand aus einer Reise an die estnische Küste und auf die vorgelagerten Inseln, die er gemeinsam mit einem Assistenten H. Volter zwischen dem 10. Juni und dem 29. Juli 1913 unternahm. Die beiden waren hauptsächlich zu Fuß unterwegs und führten ihr Gepäck, Kameras, ein Stativ, Platten und Chemikalien mit sich. Von dieser Reise sind 317 Bilder erhalten, viele davon aus Saaremaa und Muhu. Pääsukes Arbeit wurde durch das Museum hoch geschätzt und in einer Ausstellung gezeigt, die bereits am 2. August 1913 eröffnet wurde.
Das gesamte ethnografische Projekt umfasst mehr als 1300 Bilder auf Fotoplatten aus Glas. Darin enthalten sind zwei größere Serien: eine 1908 im Süden des Landes entstandene und eine aus Tartu von 1914.
Pääsuke war auch der erste estnische Filmemacher. 1912 baute er seine erste Filmkamera. Im Laufe seiner Karriere produzierte er etwa 40 Kurzfilme, von denen zehn heute noch erhalten sind. Es handelt sich dabei um fünf Nachrichtenbeiträge, vier Dokumentationen und den ersten estnischen Spielfilm, die politische Satire „Bärenjagd im Pernauer Land“ (Karujaht Pärnumaal, 11 Minuten).
1915 wurde Pääsuke während des Ersten Weltkriegs in die russische Armee einberufen. Er diente in einem litauischen Reserve-Infanterie-Bataillon, das am 8. September 1915 mobilisiert wurde und sich am 14. November in Sankt Petersburg aufhielt. Er konnte dort seine Fähigkeiten als Fotograf zeigen, erhielt eine Kamera und durfte sich weiterhin in Russland und Estland fotografisch betätigen.
Pääsuke starb 1918 bei einem Zugunfall in Orscha in Weißrussland.

## Bedeutung
An Johannes Pääsuke wird hauptsächlich als Volkstumsfotograf für seine Beiträge zum Estnischen Nationalmuseum erinnert. Bis 2003 hat das Museum 1305 Bilder und 723 Fotoplatten als sein Werk identifiziert. Man nimmt an, dass zahlreiche weitere Fotografien, die bisher nicht zugeordnet werden konnten, ebenfalls von ihm stammen. Die Fotografien zeigen Landschaften, Gebäude, Menschen und ihre Verrichtungen. Sie sind mit einer 13×18-cm-Platten-Kamera, aber auch anderen Kameratypen aufgenommen.
Im neuen, 2016 eröffneten Estnischen Nationalmuseum sind – auf einem hochauflösenden Großbildschirm einzeln anwählbar – rund 3000 Fotografien von Johannes Pääsuke zu sehen.

## Filmographie (Auswahl)
- Utotškini lendamised Tartu kohal (erster estnischer Dokumentarfilm, 1912, verschollen)
- Utotškini lend (1912)
- Tartu linn ja ümbrus (1912)
- Ajaloolised mälestusmärgid Eestimaa minevikust  (1913)
- Retk läbi Setumaa (1913)
- Karujaht Pärnumaal (erster estnischer Spielfilm, 1914)